# Заслуженный работник здравоохранения Российской Федерации
«Заслу́женный рабо́тник здравоохране́ния Росси́йской Федера́ции» — почётное звание, входящее в систему государственных наград Российской Федерации.

## Основания для присвоения
Звание «Заслуженный работник здравоохранения Российской Федерации» присваивается высокопрофессиональным работникам клинических, лечебно-профилактических, санитарно-профилактических, санаторно-курортных, инженерно-технических, научных, фармацевтических и других медицинских организаций за личные заслуги:
- в организации высококачественного медицинского обслуживания населения, основанного на применении новейших достижений мировой медицинской науки и техники и позволяющего существенно снизить уровень смертности населения от наиболее распространённых и особо опасных заболеваний;
- в предоставлении высококачественных услуг по оперативному оказанию скорой медицинской помощи, а также по высококвалифицированному стационарному уходу за пациентами;
- в успешном осуществлении комплекса мер по профилактике социально значимых заболеваний и борьбе с привычками, негативным образом влияющими на здоровье людей;
- в обеспечении населения качественными лекарственными препаратами, изготовлении конкурентоспособных инновационных лекарственных препаратов, позволяющих удовлетворять потребности населения и российских организаций здравоохранения, а также замещать импорт аналогичной продукции из-за рубежа;
- в разработке и внедрении в российских медицинских учреждениях современного высокотехнологичного медицинского оборудования, позволяющего своевременно диагностировать и лечить заболевания на ранних стадиях развития;
- в подготовке квалифицированных кадров для российских медицинских организаций.

Почётное звание «Заслуженный работник здравоохранения Российской Федерации» присваивается, как правило, не ранее чем через 20 лет с начала осуществления профессиональной деятельности и при наличии у представленного к награде лица отраслевых наград (поощрений) федерального органа государственной власти или органов государственной власти субъектов Российской Федерации.

## Порядок присвоения
Почётные звания Российской Федерации присваиваются указами Президента Российской Федерации на основании представлений, внесённых ему по результатам рассмотрения ходатайства о награждении и предложения Комиссии при Президенте Российской Федерации по государственным наградам.

## История звания
Почётное звание «Заслуженный работник здравоохранения Российской Федерации» установлено Указом Президента Российской Федерации от 30 декабря 1995 года № 1341 «Об установлении почётных званий Российской Федерации, утверждении положений о почётных званиях и описания нагрудного знака к почётным званиям Российской Федерации». Тем же указом утверждено первоначальное Положение о почётном звании, в котором говорилось:
Почётное звание «Заслуженный работник здравоохранения Российской Федерации» присваивается средним и младшим медицинским работникам, провизорам, фармацевтам, инженерно-техническим работникам, обслуживающему и другому персоналу лечебно-профилактических, санитарно-профилактических, санаторно-курортных, аптечных учреждений, органов здравоохранения, научно-исследовательских, медицинских и фармацевтических институтов, предприятий, организаций, учреждений и объединений независимо от ведомственной подчиненности за заслуги в охране здоровья населения, повышении качества медицинской помощи и лекарственного обеспечения, работающим в области здравоохранения 15 и более лет.
В настоящем виде Положение о почётном звании утверждено Указом Президента Российской Федерации от 7 сентября 2010 года № 1099 «О мерах по совершенствованию государственной наградной системы Российской Федерации».

## Нагрудный знак
Нагрудный знак имеет единую для почётных званий Российской Федерации форму и изготавливается из серебра высотой 40 мм и шириной 30 мм. Он имеет форму овального венка, образуемого лавровой и дубовой ветвями. Перекрещенные внизу концы ветвей перевязаны бантом. На верхней части венка располагается Государственный герб Российской Федерации. На лицевой стороне, в центральной части, на венок наложен картуш с надписью — наименованием почётного звания.
На оборотной стороне имеется булавка для прикрепления нагрудного знака к одежде. Нагрудный знак носится на правой стороне груди.